# Дроздовский, Иоанн Дмитриевич
Иоа́нн Дми́триевич Дроздо́вский (18 апреля 1865 — после 1917) — член IV Государственной думы от Полтавской губернии, священник.

## Биография
Православный. Землевладелец (110 десятин).
В 1885 году окончил Полтавскую духовную семинарию со званием студента. В следующем году был рукоположен в священники и определен к церкви села Антиповки Золотоношского уезда. С 1889 года состоял членом Золотоношского отделения епархиального училищного совета, а с 1897 года — благочинным по Золотоношскому уезду.
В 1912 году был избран членом Государственной думы от Полтавской губернии. Был секретарем фракции русских националистов и умеренно-правых (ФНУП), после её раскола в августе 1915 входил в группу сторонников П. Н. Балашова. Состоял докладчиком бюджетной комиссии, а также членом комиссий: бюджетной, по старообрядческим делам, финансовой, по вероисповедным вопросам и по народному образованию.
Судьба после 1917 года неизвестна. Был женат, имел четверых детей.